# 紐馬基特鎮區 (北卡羅萊納州蘭道夫縣)
紐馬基特鎮區（英語：New Market Township）是位於美國北卡羅萊納州蘭道夫縣的一個鎮區。

## 地方資料
紐馬基特鎮區的面積為88.19平方千米，當中陸地面積為82.67平方千米，而水域面積為5.52平方千米。根據2020年美國人口普查的數據，當地共有人口8019人，而人口密度為每平方千米90.93人。